# MDR Kultur
Pour les articles homonymes, voir Figaro (homonymie).
MDR Kultur (jusqu'au 1er mai 2016: MDR Figaro) est la station de radio culturelle de la Mitteldeutscher Rundfunk. La radio est renommée MDR Figaro le 1er janvier 2004 dans le cadre d'une réforme du groupe pour s'ouvrir à un public plus large.

## Programme

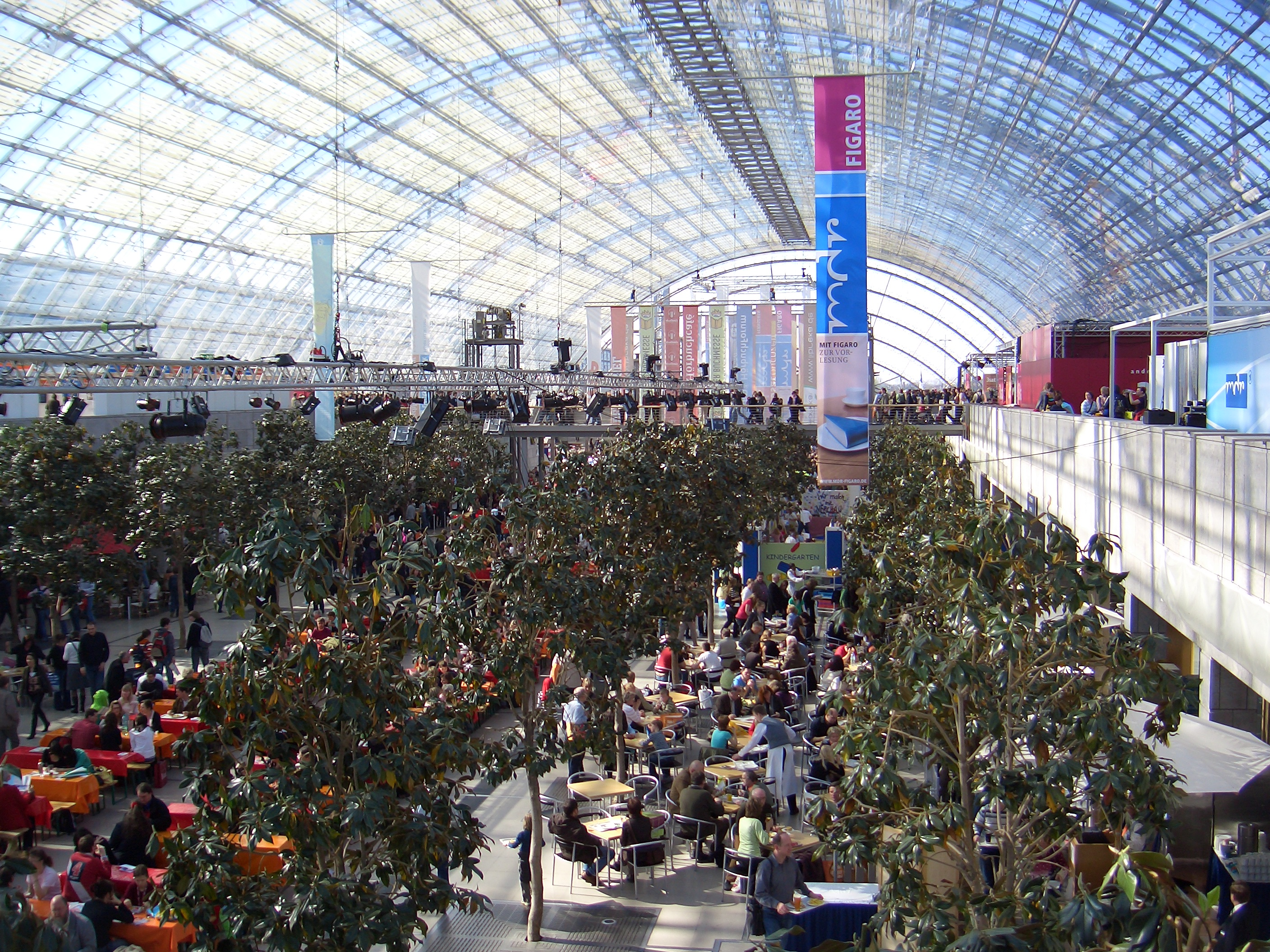
Bannière à l'entrée de la foire du livre de Leipzig

La radio publique propose des reportages et des débats sur l'actualité, des sujets d'informations pratiques et des émissions de divertissement. La programmation musicale est une sélection de jazz, de chanson, de musique classique jusqu'à la folk.
Elle se distingue ainsi en se voulant moins austère que d'autres radios publiques régionales culturelles comme NDR Kultur ou rbbKultur.
MDR Kultur ne produit pas de bulletin d'informations. Comme MDR Klassik, elle reprend ceux de MDR aktuell.

### Source de la traduction
- (de) Cet article est partiellement ou en totalité issu de l’article de Wikipédia en allemand intitulé « MDR Figaro » (voir la liste des auteurs).